# Dean Martin: All-Time Greatest Hits
Dean Martin: All-Time Greatest Hits – album kompilacyjny wydany w 1990 roku przez Curb Records, zawierający 12 piosenek piosenkarza Deana Martina. Był to ostatni album wydany za życia artysty. 

## Utwory
| 1  | That's Amore                           | 3:05 |
| 2  | Sway                                   | 2:41 |
| 3  | You Belong To Me                       | 3:01 |
| 4  | Memories Are Made Of This              | 2:16 |
| 5  | Return To Me                           | 2:24 |
| 6  | Volare                                 | 2:59 |
| 7  | Standing On The Corner                 | 2:46 |
| 8  | Innamorata                             | 2:24 |
| 9  | On An Evening In Roma                  | 2:23 |
| 10 | You're Nobody Until Somebody Loves You | 2:12 |
| 11 | Non Dimenticar                         | 3:04 |
| 12 | Come Back To Sorrento                  | 3:12 |